# بریجوتر (داکوتای جنوبی)
بریجوتر(به انگلیسی: Bridgewater) شهری در ایالت داکوتای جنوبی کشور ایالات متحده آمریکا است که جمعیت آن در سرشماری سال ۲۰۱۰ میلادی، ۴۹۲ نفر بوده‌است.